# Friedrich Kellner
August Friedrich Kellner (1. února 1885 Vaihingen an der Enz – 4. listopadu 1970 Lich) byl německý úředník a sociální demokrat, který si psal během druhé světové války protinacisticky zaměřený deník, jenž nazval Mein Widerstand (Moje opozice). Deník vstoupil ve známost až dlouho po válce, v němčině vyšel prvně roku 2011, v angličtině v roce 2018. Byl uznán za vzácný dokument. Po válce se Kellner podílel na denacifikaci Německa a obnově německé sociální demokracie.

## Deník
Originální deník má deset sešitů a 861 stran. Obsahuje 676 datovaných záznamů začínajících v září 1939 a končících v květnu 1945. Do deníku bylo rovněž vlepeno více než 500 novinových výstřižků. Deník je psán v rukopisném písmu Sütterlin, které bylo v roce 1941 v Německu zakázáno a nahrazeno moderním latinským písmem. V úvodu autor zdůrazňuje, že deník je varováním pro budoucí generace a návodem, jak zabránit nástupu podobného zla, jakým je Adolf Hitler. Kellner v deníku předvídá porážku Německa.
V Německu deník vydalo nakladatelství Wallstein Verlag v Göttingenu v roce 2011 pod názvem Vernebelt, verdunkelt sind alle Hirne. Tagebücher 1939-1945. Anglický překlad vyšel v lednu 2018 v Cambridge University Press. Přeložen byl Robertem Scottem Kellnerem, autorovým vnukem, který dnes žije ve Spojených státech amerických.
Velký podíl na uznání významu textu měla prezidentská knihovna George Bushe (George Bush Presidential Library). George Bush deník získal roku 2005. Podle Roberta Scotta Kellnera byl deník nabízen i předtím německým nakladatelstvím, ale žádné o něj nemělo zájem.